# إنترناشيونال تراك أند فيلد
إنترناشيونال تراك أند فيلد (بالإنجليزية: International Track & Field)‏ ، هي لعبة فيديو إلكترونية من نوع رياضة الأولمبياد ، أنتجت سنة 1996م والتي تعمل لنظام آركيد وبلاي ستيشن ، وأعيد الإصدار سنة 2008م عن طريق تشغيل اللعبة بعد تحميلها من شبكة بلاي ستيشن.